# 又地諒
又地 諒（またち りょう、1989年5月29日 - ）は、日本の株式会社中村の配管工。TBS『SASUKE』の有力選手でSASUKE新世代の1人としても数えられる。SASUKE2011秋・2014ファイナリスト。

## 来歴
小学校5年生の時に偶々テレビで観た『SASUKE』に衝撃を受け、以後「SASUKEに出場して完全制覇すること」を夢に掲げ、小学校の卒業文集にも書くほど目標としていた。中学校進学後は、SASUKEのトレーニングに打ち込むために部活動には入らず、放課後に友達と共に見様見真似で練習をするのが日課となる。あまりの熱中ぶりに一時は渾名が「SASUKE」になったこともあった。中学卒業後は、高校に進学せず親の勧めで塗装会社に就職。働き始めると友達と遊ぶことが楽しくなり、トレーニングを完全に辞めていた。
友達とお台場のマッスルパーク（現在は閉園）に訪れ、実寸大のエリアに挑戦したところクリア出来なかった経験が、再びSASUKEへの情熱が沸き上がる契機になる。その後、ぶら下がり健康器を購入してトレーニングを再開。そんな折で、第20回記念大会の参加者募集にダメ元でメールを送ったところ、予選会招待の通知を受け、予選会に参加も敗退に終わった。
第21回大会開催に向けて行われた大規模予選会「SASUKEトライアル2008夏」に参加。第3位で予選通過を果たし初出場を遂げる。放送での紹介VTRでは、自宅の4畳半の部屋にセットを自作して練習を積む映像が出た。本選では極度の緊張から1st STAGEでリタイア。これを機に、課題を重点的としてさらにトレーニングに勤しむことになる。
ところが、2009年の第22・23回は連続して予選会で敗れ、第24回に関しては応募自体しなかった。その後、第25・26回と連続出場を果たすも1st STAGEでリタイア。この時期は周囲に「SASUKEを辞める」と伝え、再び始めたトレーニングも完全に辞めていた。
SASUKEから離れて暫く経った頃、北海道千歳市に千歳マッスルパーク（現在は閉園）がオープン。実力者が挙って挑むもクリア者がいないことを聞きつけて北海道まで赴いて挑戦した結果、当施設内で最初の成功者となり、この出来事を皮切りに再度出場することを決意する。
第27回の予選会を勝ち上がり、初めて1stをクリア。その勢いで2nd・3rd STAGEをもクリアし、4回目の出場でFINAL STAGE進出を果たす。当時の収録体制は全出場者分の競技を1日で撮り収めていたため、経験の浅いステージをその日で挑み続けた疲労から完全制覇には届かなかったが、もう少しの所まで登り詰めた満足感があったという。第28回大会前にはトレーニングに専念するため、中学卒業後以降勤めていた塗装工を退職した。
2013年12月、肺気胸を患い緊急入院。第30回記念大会の数か月前までトレーニングできない期間が続いたが、急ピッチで仕上げて2度目のFINAL STAGE進出。同時に初の最優秀成績を収めた。
2022年5月27日、以前より大会開催時には神奈川から応援に駆け付けていた母親が55歳の若さで永眠。6月3日に自身のSNSを更新し、生前親交のあった関係者やSASUKEファンに感謝の意を述べた。

## 人物
- SASUKEオールスターズの長野誠への憧れからタンクトップを着用することがある。

- 名前の由来は一文字でもよかったと思ったから[動画 1]。

- 長野は又地の競技中の動きを「昔の自分を見ているような感じ」と述べている[動画 2]。

- 趣味は釣り、爬虫類飼育、モンスターストライク。

- 24歳の時にTHE RAMPAGE from EXILE TRIBEのヴォーカリストオーディション・『EXILE Presents VOCAL BATTLE AUDITION 4 〜夢を持った若者達へ〜』を受けたことがある。エントリー時には既に『SASUKE』でFINAL STAGEに進出していた[動画 3]。
- SASUKE新世代の中では唯一の平成生まれである。

## エピソード
第20回記念大会の予選会敗退以来、最低でも週に1回はマッスルパークに通うようになり、そこで同じ志を持つ年代を超えた仲間たちと切磋琢磨しあったことが、学生時代に部活に所属していなかった又地にとって、この経験は「部活」のように思えたという。
第31回では前回の最優秀成績が評価されて100番を着用した。SASUKE新世代メンバーで100番を着用した経験があるのは又地と完全制覇者の漆原裕治のみである。
長野が第32回大会を以て引退した際には、クリアボタンと出場者らの寄せ書きが記されたペナントを長野にプレゼントしたが、その計画を番組の関係者らを通さずに提案したのは又地であった。そのペナントは長野の宮崎県延岡市の自宅の玄関に飾られている。
第35回大会の1st STAGEで挑戦を控えていた日置将士が、その大会で新エリアで登場したドラゴングライダーに不安を抱き、直前に又地の元へ攻略法を聞いて、片手を進行方向とは反対向きに掴む技法を取り入れクリアした。
第40回記念大会には髪型をパーマをあてて出場したが、収録日に川口朋広とトイレに向かったところ、総合演出の乾雅人と遭遇。その際に乾から「何だその髪型は、何かダメだなぁ。何かやらかすな」と言われ、競技前には、フィッシュボーンでタイミングを伺っていた日置から「やらかさないといいなぁ」と漏らしていたが、結果的にはローリングヒルでリタイアという結末になってしまった。また、第1回からSASUKEに携わっている美術スタッフも「あのパーマヤバいと思う」と忠告していたという。

## SASUKEでの戦歴

### 大会での戦歴

#### 第21回大会～第24回大会
同大会開催前に行われた大規模予選会「SASUKEトライアル2008夏」で第3位の成績を収め初出場。1stステージの第7エリア・フライングシュートで、綱からネットへの移行に失敗しリタイア（ゼッケン46）。予選会通過組の中では最高成績を残した。
第22回では予選会の綱引きで勝利できず、敗者復活の800m走も、復活枠の上位10人以内に入れず予選敗退となった。第23回でも予選会の第1種目で勝ち上がれず予選敗退。第24回は応募をしなかった。

#### 第25回大会～第26回大会
第25回は予選会種目の懸垂で42回の最多記録を残して本選出場。復活エリアであるローリング丸太を同大会初の攻略に成功し、続く難関エリアを次々突破するも、1stで復活した第7エリアのサークルスライダーにて、ロイター板を踏み外し落水（ゼッケン6）。
第26回は1stローリングエスカルゴでリタイア（ゼッケン63、全カット）。

#### 第27回大会
第27回は5.92秒残しで自身初の1stクリアを達成。続く2ndステージでは最終エリアのウォールリフティングで苦戦したものの、3枚目の壁を潜り抜ける形となり3.4秒を残してクリア。3rdステージでは、直前で橋本亘司がリタイアしたチェーンシーソーを突破し、そのまま第4期SASUKE初のFINALステージ進出を果たす。FINALステージのアルティメットロープクライムでは、ゴールまで残り1mのところでタイムアップとなり、完全制覇を逃した（ゼッケン62）。

#### 第28回大会～第29回大会
第28回はトレーニングに専念するために塗装工を退職。前回ファイナリストの肩書きを引っ提げ、全面リニューアルされた1stを1.47秒残しでクリア。しかし2ndでは全体的にスローペースでの挑戦となり、SASUKE史上初の水泳エリア・バックストリームに苦戦を強いられたタイムロスの影響で、パッシングウォール1枚目を上げ切れず潰されながらのタイムアップ。自身初の2ndリタイアとなった（ゼッケン87）。
日本代表決定戦と銘打って行われた第29回はゼッケン98番での出場。1stを13.3秒残しでクリアしたものの、続く2ndでは競技直前インタビューで「泳ぎはやっていない」と語っていたが、そのバックストリームが強化され、先に進めずリタイア。

#### 第30回大会
今大会出場前に肺気胸を患い緊急入院。回復したものの病み上がり状態での出場となった。今大会前に行われていたSASUKE ASEAN OPEN CAPの影響で、1stの最速タイム争いが過激化する中登場し、33.91秒残しの暫定最速タイムを叩き出した。続く2ndでは、直近2大会に渡り苦戦を強いられたバックストリーム対策として、SASUKE本戦出場経験のある水泳指導員監修の下で泳力トレーニングを重ね、泳ぎ切ることに成功。前々回阻まれたウォールリフティングまでも攻略し、3.8秒残しで突破。クリア後には雄叫びを上げる姿も見られた。3年ぶりの3rdでは、初体験の難関エリアを次々クリアし、自身2度目のFINALステージ進出を果たした。FINALでは、最終競技者を務めるも綱登りで残り2m地点でタイムアップ。再び完全制覇には届かなかったが、自身初の最優秀成績者となった（ゼッケン2994）。

#### 第31回大会
前回の活躍により、ゼッケン100番での挑戦。挑戦前には「現役最強を見せつけたいと思います」と意気込んでの登場。1stでは各エリアで小休憩を挟むことなく非常にスムーズに突破。しかし、新エリア・タックルの影響で脚力を削られ、直後のそり立つ壁で30秒ほど休憩するも、その後何度も挑戦するが届かずタイムアップとなった。

#### 第32回大会～第35回大会
完全制覇により全面リニューアルが施された1stを、各エリアを慎重にクリアするも、前回より重量が1.8倍となったタックルで、重りが連結する手前で手を離すという独自の押し方で挑むも、裏目に出て苦戦を強いられ、続くそり立つ壁でも1度失敗したことが響き、終盤エリアのターザンロープ挑戦中にタイムアップ（ゼッケン90）。
第33回は1stフィッシュボーンで進入タイミングを逸しリタイア（ゼッケン88、ダイジェスト）。
第34回は1stダブルペンダラムで、トランポリンで跳躍した高さに余裕があったものの、バーを掴み損ねて落水（ゼッケン94、ダイジェスト）。
第35回はゼッケン73番で登場。多くの参加者が苦戦したドラゴングライダーでは1本目のバーを順手と順手で持ってクリアしたが、最終エリアのそり立つ壁到達時に酸欠状態のまま挑んだことで足が動かず、壁を登ることができずタイムアップ。これで5大会連続1stリタイアと不振を脱することができず、親交の深い漆原裕治は又地のタイムアップ後に涙を見せた。挑戦を終えた後、又地は漆原らに対して、「楽だったんですけど、急いでいたのでほぼ無酸素だったんですよ」と語った。

#### 第36回大会～第38回大会
第36回では婚約と妻の妊娠を公表。「いいところを見せたい」と挑んだ大会で、1stを4年ぶりにクリア。2ndでは苦手と思われていたバックストリームをスムーズに攻略しそのままクリア。6大会ぶりに進出した3rdでは、ウルトラクレイジークリフハンガーの2回目の飛び移りで左手が外れたものの右手一本で耐える離れ業を見せた。続くバーティカルリミットの移行も初見で30cmと60cmの段差移行を突破したが、直後に限界を迎え何度も雄叫びを上げながら移動するも、3本目中腹で落下（ゼッケン92）。自身初の3rdリタイアとなった。挑戦後のインタビューでは「4年間ずっと結果が出なくて、もう(出場を)やめた方が良いんじゃないかと思うこともありました。出たくても出られない人もいますし」とスランプ時の葛藤を吐露しつつも、久々の完全燃焼から「やっぱり悔しいですけど、納得いく結果にはなったと思います」と語っていた。
第37回では、前回同様1stステージ前半をハイペースでクリアするも、マイナーチェンジされたフィッシュボーンで進入のタイミングを誤り、3歩目部分の足場を踏み外して落下（ゼッケン91）。
第38回では、前回リタイアしたフィッシュボーンを危なげなく突破し1stをクリア。2ndでは、肩の怪我の影響でサーモンラダー上りの段差を上げられず、粘ったものの落水した（ゼッケン71）。

#### 第39回大会
第39回では降雨の影響で1stの難易度が上昇し、ドラゴングライダーでは1本目のバーを順順で掴んだ後に、左手を逆手に持ち替えてクリアする手法を見せた。濡れたそり立つ壁を突破し、2.33秒残しで2大会連続の1stクリア。競技中には日置が店長を務めるキタガワ電気のタオルを腰に巻き付けて挑み、タックルに挑む前はそのタオルで手を拭っていた。2ndも無難に突破し、得意の3rdに3大会ぶりに到達するも、新第3エリアのスイングエッジの1回目の飛び移り動作の直前に、後方の休憩足場に足が当たりバランスが崩れ落下（ゼッケン89）。リタイア後のインタビューでは、出場から遠のいた嘗てのSASUKE新世代メンバーの名前も挙げた上で、「僕ら(SASUKE新世代)のやる気のあるうちは、チャンスを頂きたいです」と零し涙を見せた（リタイアインタビューはParaviオリジナル版で公開）。

#### 第40回大会
今大会はケイン・コスギの21年ぶりの大会出場にあたり、2022年4月下旬ごろに総合演出の乾からかつて幼少期にケインに非常に憧れていたことを知っていた又地が、ケインの練習のコーチに任命された。翌月に実母が55歳の若さで亡くなるという悲しい出来事もあり、一時はコーチに任命されたものの、同年のSASUKEに出場することが良いのかどうかを迷っていた。しかし、SASUKE仲間たちの応援や、ケインの励ましなどもあり、徐々に元気を取り戻していき、夏頃には毎日のようにケインと練習を積む日々になった。当日はケインが無事に1stステージをクリアし、涙を見せた。ケインと共に1stクリアすると意気込んで自分の番を迎えるが、1st第1エリアのクワッドステップスでバランスを崩し、第2エリアローリングヒルへの移行時にローラーを大きく回転させてしまう。結果回転に抗えずクワッドステップスに一度戻ろうとするがバランスを崩して落水（ゼッケン3994）。わずか8秒という、自身最速のリタイアを喫した。なお、又地はローリングヒルに移行した際にローラーの横の板に手をついたが、この時点で失格の判定が下されていた。挑戦を終えた後、ケインが又地に歩み寄り、「僕のことをずっと見ていたからですよね、本当にすみません」と声をかけていた。また、本人も「ケインさんがクリアした時点で感動して泣いてしまって、気持ちが切れてしまっていて、自分の競技に集中できなかった」とリタイアの理由を語っている。

#### 第41回大会
第41回は、同大会では出場する予定だったが直前の怪我で出場を断念したケインの思いも背負い、1stを11.33秒残しで警告音を鳴らさずにクリア。前回の雪辱を果たす。クリア後のインタビューでは、「ケインさんが僕の心の支えになってくださって、前の大会が終わってから今日まですごく僕の心の支えになってくださいました」と語った後、涙ながらにケインと抱擁を交わした。2ndではスタートエリアのローリングログの挑戦時に痛めていた首のヘルニアが再発。痛みを堪えながらサーモンラダーに望むが、痛みをあまり感じないうちに進もうとした事が焦りに繋がったのか、上りで2度の掛け違えの末、3→4段目の移行時に落下（ゼッケン90）。第38回大会以来の2ndリタイアとなった。
第42回大会
第42回は、前回怪我により出場が叶わなかったケインと共に出場。そり立つ壁で右手のみ頂上にかかるなど危ないシーンもあったが、1stを10.75残しで2大会連続のクリア。2ndは又地の挑戦前に降り出した雨が強まったが、1stリタイアとなったケインの想いも背負い挑戦したが、ローリングログで滑り落ち、2大会連続の2ndリタイアとなった。リタイア後に「今回はいろんなところで、もってない男でした。」と語った。

### 大会別成績
| 大会       | ゼッケン | STAGE | 記録                         | 備考                             |
| ---------- | -------- | ----- | ---------------------------- | -------------------------------- |
| 第21回大会 | 46       | 1st   | フライングシュート           | ネットへの移行に失敗             |
| 第25回大会 | 6        | 1st   | サークルスライダー           | サークルに届かず                 |
| 第26回大会 | 63       | 1st   | ローリングエスカルゴ         | 全カット                         |
| 第27回大会 | 62       | FINAL | アルティメットロープクライム | 残り2mでタイムアップ             |
| 第28回大会 | 87       | 2nd   | パッシングウォール           | 1枚目でタイムアップ              |
| 第29回大会 | 98       | 2nd   | バックストリーム             | タイムアップ                     |
| 第30回大会 | 2994     | FINAL | 綱登り                       | タイムアップ、残り2m、最優秀成績 |
| 第31回大会 | 100      | 1st   | そり立つ壁                   | タイムアップ                     |
| 第32回大会 | 90       | 1st   | ターザンロープ               | タイムアップ                     |
| 第33回大会 | 88       | 1st   | フィッシュボーン             | ダイジェスト                     |
| 第34回大会 | 94       | 1st   | ダブルペンダラム             | ダイジェスト、バーを掴み損ねる   |
| 第35回大会 | 73       | 1st   | そり立つ壁                   | タイムアップ                     |
| 第36回大会 | 92       | 3rd   | バーティカルリミット改       | 3枚目後半                        |
| 第37回大会 | 91       | 1st   | フィッシュボーン改           | 2→3歩目                          |
| 第38回大会 | 71       | 2nd   | サーモンラダー上り           | 2→3段目                          |
| 第39回大会 | 89       | 3rd   | スイングエッジ               | 1→2回目                          |
| 第40回大会 | 3994     | 1st   | ローリングヒル               | 上り                             |
| 第41回大会 | 90       | 2nd   | サーモンラダー上り           | 3→4段目                          |
| 第42回大会 | 70       | 2nd   | ローリングログ               | 終盤                             |

### 通算成績
| 出場数 | 2nd進出 | 3rd進出 | Final進出 | 完全制覇 | 最優秀成績 |
| ------ | ------- | ------- | --------- | -------- | ---------- |
| 19回   | 9回     | 4回     | 2回       | 0回      | 1回        |

- 2024年 第42回大会終了時点